# Moslimfeminisme

Symbool van het moslimfeminisme dat is opgebouwd uit een combinatie van het vrouwelijke genus symbool en het halve maan symbool van de Islam.

Een aparte tak van in het islamitisch denken is het moslimfeminisme. Aan het eind van de negentiende eeuw ontstond er in Egypte een emancipatiebeweging die op basis van Koranteksten tegen vrouwendiscriminatie vocht met als doel gelijke rechten voor vrouwen.

## Feministische theologie
Verschillende geleerden, zowel mannen als vrouwen, hebben deze opvatting op diverse manieren verder uitgewerkt en kwamen tot de conclusie dat de islam in wezen kan bijdragen aan de gelijkwaardigheid van man en vrouw. Voorwaarde daarbij is dat het emancipatoire karakter van de openbaring herkend wordt, en dat de Koraninterpretatie ontdaan wordt van patriarchale denkbeelden, die veelal voortkomen uit voorislamitische traditionele opvattingen, die soms op de Korantekst geprojecteerd worden. Verschillende vrouwen hebben een poging gewaagd om tot een herinterpretatie van de Koran te komen die meer recht doet aan de gelijkwaardigheid van man en vrouw.
- De Egyptische jurist Qasim Amin was een van de eersten die zich kritisch opstelde tegenover traditionele discriminerende opvattingen over vrouwen in de islamitische wereld. In zijn boeken The Liberation of Women (1899) en The New Woman (1900) betoogde hij dat de bevrijding van de vrouw een essentiële voorwaarde is voor de bevrijding van buitenlandse overheersing. Amin bekritiseerde bepaalde praktijken in de islamitische gemeenschap zoals polygamie en segregatie tussen mannen en vrouwen.

- Kort nadat in Damascus het dragen van de islamitische gezichtssluier verplicht werd gesteld (1927) betoogde Nazira Zain al-Din (Libanon/Syrië) dat de volledige bedekking een onislamitische vernieuwing is en stelde zij de opvatting dat vrouwen emotioneel en intellectueel de minderen zijn van de man aan de kaak.

- Fatima Mernissi (Marokko) was een Marokkaanse sociologe die zich inzette voor gelijkberechtiging van man en vrouw. Zij trok de vrouwonvriendelijke Hadith in twijfel en bekritiseerde de ondergeschikte positie van de vrouw in de Marokkaanse samenleving omdat ze in de Koran geen reden voor ongelijke behandeling kon terugvinden.

- Een van de hoofdpunten van kritiek van Riffat Hassan (VS/Pakistan) op het traditionele moslimstandpunt over vrouwen is dat veel van de vrouwonvriendelijke interpretaties zijn gebaseerd op de onbetrouwbare Hadith uit de mond van Aboe Hoeraira. De veel geciteerde Hadith die zegt dat Eva is geschapen uit een rib uit de linkerzijde van Adam (links is 'slecht' in de Arabische cultuur en het wordt ook nog benadrukt dat de rib krom is) en derhalve ten dienste staat van de man, is volgens Hassan een falsificatie uit de tijd dat moslims intensief contact hadden met christenen.

- Asma Barlas (Pakistan/Verenigde Staten) ontwikkelde in haar boek "Believing Women" in Islam: Unreading Patriarchal Interpretations of the Qur'an (2002) een feministische theologie op basis van een feministische herinterpretatie van de Koran.

- Amina Wadud (VS) is vooral bekend geworden door haar optreden als imam voor een gemengde gebedsgroep op 18 maart 2005 in New York, waarmee ze zich veel kritiek op de hals haalde. Centraal in haar vrouwvriendelijke Koraninterpretatie staat de opvatting dat de man weliswaar verantwoordelijkheid voor de vrouw heeft, maar alleen in het geval een vrouw kinderen opvoedt en daardoor niet in staat is in haar eigen levensonderhoud te voorzien.

## Strijd voor vrouwenrechten
Daarnaast zijn er diverse vrouwen die op een meer activistische manier of via deelname aan internationale organisaties opkomen voor de rechten van vrouwen in islamitische samenlevingen, zonder dat zij de islam opzij willen zetten.
- Zainah Anwar (Maleisië) is oprichtster van Sisters in Islam, een inmiddels erkende ngo die de regering gevraagd, maar vaker nog ongevraagd, van advies dient op het gebied van vrouwenrechten en sharia.

- Nahed Selim (Nederland) schrijft regelmatig columns voor NRC Handelsblad en zet zich af tegen het dragen van hoofddoekjes.

- Shirin Ebadi (1947) ontving in 2003 de Nobelprijs voor de Vrede vanwege haar strijd voor de rechten van vrouwen en kinderen in Iran. Ze was de eerste moslima aan wie de prijs werd toegekend. Ebadi was tot de Islamitische Revolutie in 1979 rechter, maar werd door de ayatollahs uit haar functie gezet omdat vrouwen voor dergelijke verantwoordelijke functies te emotioneel zouden zijn. Ze was als advocate de onofficiële woordvoerder voor de vrouwen die in 1997 een sleutelrol speelden bij de verkiezing van Mohammad Khatami tot president.

- Valentine Moghadam (Iran) is sinds mei 2004 hoofd van de sectie Gender Equality and Development Section (Division of human rights and fight against discrimination) van de UNESCO.

- Asra Nomani (VS) bouwt voort op het werk van Amina Wadud en leidt een beweging die zich inzet voor een gelijkwaardige plaats voor vrouwen in de moskee.

- Nawal el Saadawi (Egypte/VS) schreef in 1977 De gesluierde Eva, waarin zij onderwerpen als vrouwenbesnijdenis, prostitutie, huwelijk, echtscheiding en islamitisch fundamentalisme aan de kaak stelde. Ze is lid van diverse internationale organisaties die vrouwenrechten aan de orde stellen. In 1980 stichtte ze een feministische organisatie in Egypte. Een jaar later werd ze gearresteerd vanwege 'misdaden tegen de staat'. In 1992 verscheen haar naam op de dodenlijst van een fundamentalistische groepering, waarop ze emigreerde naar de Verenigde Staten.

- Shamima Shaikh (Zuid-Afrika) was een anti-apartheidsactiviste en stelde de achtergestelde positie van vrouwen in diverse moskeeën aan de kaak.

- Nadia Yassine (Marokko) is oprichtster van de vrouwenafdeling van de beweging Al Adl wal Ihssan (Vereniging voor rechtvaardigheid en spiritualiteit) en komt op voor mensen- en vrouwenrechten in Marokko. Dat brengt haar regelmatig in conflict met de autoriteiten.

- Maryam Rajavi, boegbeeld van de Mujahedin-e Khalq, publiceerde in 2004 haar manifest 'Islamic Fundamentalism and the Question of Women.' Hierin pleit ze voor de democratische islam. Omdat het islamfundamentalistische regime in Iran vrouwen discrimineert, wil Rajavi vrouwen juist extra stimuleren om zichzelf te bewijzen. “In de Koran staat nergens dat vrouwen minder rechten of capaciteiten hebben”, schrijft zij. “De fundamentalisten interpreteren de stukken over vrouwen verkeerd.” Rajavi zegt dat de teksten waarop de islamfundamentalisten zich beroepen, gunstig voor vrouwen geïnterpreteerd kunnen worden. Volgens de Koran is er geen onderscheid tussen mannen en vrouwen wat hun rechten, plichten en verantwoordelijkheden betreft. De waarheid van de islam wordt door de fundamentalisten verdraaid. Vrouwen hebben net als mannen het recht gelijkwaardige maatschappelijke posities te bekleden, vindt Rajavi. In de Koran wordt ook gezegd dat mannen en vrouwen wederzijds vrienden en leiders van elkaar moeten zijn. Het is dus vanuit politiek en historisch oogpunt noodzakelijk om in plaats van de fundamentalistische, de democratische islam te belijden. De democratische islam erkent de gelijkwaardigheid van vrouwen. In de praktijk stelt Rajavi daarom vrouwen op de hoogste posities van het verzetsleger in ballingschap.